# アマラ (小説家)
アマラは、日本のライトノベル作家。「小説家になろう」の投稿作品が書籍化され、商業デビューした。2015年から『地方騎士ハンスの受難』（漫画：華尾ス太郎）、2017年から『猫と竜』（漫画：佐々木泉）、2021年から『神様は異世界にお引越ししました』（漫画：夏海真優）がコミカライズされている。
2025年2月に『猫と竜』のアニメ化が発表された。

## 作品リスト
- 地方騎士ハンスの受難（全7巻、アルファポリス単行本、2014年7月 - 2017年2月）
  - 文庫版（既刊5巻、アルファライト文庫、2017年5月 - ）
- 神様は異世界にお引越ししました（既刊6巻、宝島社単行本、2014年8月 - 2016年5月）
- 猫と竜（既刊3巻、宝島社単行本、2016年4月 - ）
  - 猫と竜（宝島社単行本、2016年4月）
  - 猫と竜　猫の英雄と魔法学校（宝島社単行本、2018年7月）
  - 猫と竜　竜のお見合いと空飛ぶ猫（宝島社単行本、2020年2月）
  - 文庫版（既刊3巻、宝島社文庫、2017年4月 - ）

- ダンジョンを経営しています ベルウッドダンジョン株式会社西方支部繁盛記（全1巻、宝島社単行本、2017年12月）
- 魔女と使い魔の猫（宝島社単行本、2019年6月）